# Polydesmus cavernarum
Polydesmus cavernarum är en mångfotingart som beskrevs av Peters 1864. Polydesmus cavernarum ingår i släktet Polydesmus och familjen plattdubbelfotingar. Inga underarter finns listade i Catalogue of Life.